# Ротару, Аурика
Аурелия Михайловна Ротару (рум. Aurelia Rotaru, укр. Аурелія Михайлівна Ротару; род. 22 октября 1958, Маршинцы, Новоселицкий район, Черновицкая область, Украинская ССР, СССР) — советская и украинская певица, народная артистка Украины (2019).
Младшая сестра певицы, народной артистки СССР Софии Ротару.

## Биография
Аурика Ротару родилась 22 октября 1958 года в селе Маршинцы Новоселицкого района Черновицкой области. В семье Ротару общались на молдавском языке. Окончила сельскую школу на молдавском языке обучения.
В 1980 году окончила Черновицкое музыкальное училище имени Воробкевича, дирижёрско-хоровое отделение.
В 1985 году окончила Одесский педагогический институт им. К. Д. Ушинского.

## Семья
- отец — Михаил Фёдорович Ротарь (1918 — 12 марта 2004), участник Великой Отечественной войны, пулемётчик, дошёл до Берлина, был бригадиром виноградарей.
- мать — Александра Ивановна Ротарь (17 апреля 1920 — 16 сентября 1997).
- братья — Анатолий Михайлович Ротарь и Евгений Михайлович Ротарь (бас-гитаристы и певцы) — работали в кишинёвском ВИА «Оризонт».
- сёстры — Зинаида Михайловна Ротарь (род. 1942), Лидия Михайловна Ротару и София Михайловна Ротару (род. 1947).
- Муж — Владимир Пигач (поженились в 1987 году).
- Дочь — Анастасия Владимировна Ротару (род. 1987).
- Внучка — Аурелия Андреевна Князева (род. 15 января 2013).
- Внучка — Вероника, (род.14 марта 2017)[1].

## Награды
- 1996 — Заслуженный артист Украины[2][3].
- 2009 — Орден княгини Ольги III степени.
- 2019 — Народный артист Украины.
- Орден «Святая великомученица Екатерина» ІІ степени.

## Творчество
Певческую деятельность Аурелия Михайловна начала в Черновицкой филармонии, где она солировала вместе со своей сестрой Лидией в ансамбле «Черемош», гастролировала по всей Украине.
Продолжила свою творческую деятельность в винницкой, затем в крымской филармонии. Гастролировала вместе со своей сестрой Софией Ротару. Участвовала в фестивалях : «Крымские зори» (Ялта), «Киевская весна» (Киев), «Белые ночи» (Санкт-Петербург), «Шире круг», «Песня года» (Москва, Киев). Исполняла с Аркадием Хораловым песню «Новогодние игрушки».

## Дискография
- 1994 — Альбом стрелецких песен
- 1995 — Сборник «Примэвара»
- 1998 — Альбом «Я не могу без тебя»
- 2000 — Сборник «День за днем»
- 2003 — Сборник «Не живу не любя»
- 2006 — Альбом «Счастье — свободная птица», JRC

## Видеоклипы
- «По любви»
- «Счастье — свободная птица»
- «Я не могу без тебя»
- «Письмо»
- «Я тебе ніколи не знайду»
- «Згадай мене»
- «Я ухожу»